# Kreenholm

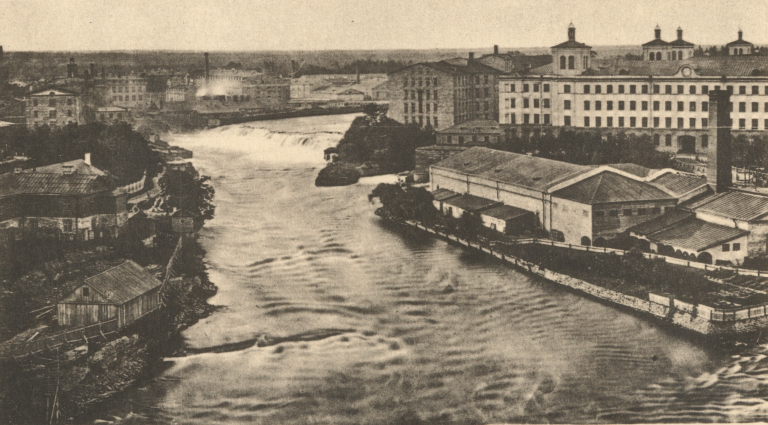
Östra delen av Narvavattenfallen och Kreenholm (till höger) år 1886.

Kreenholm (tyska: Krähnholm) är en ö i floden Narva i Narva, Estland. Dess yta är 13 ha (750 m lång och 250 m bred). Ön delar Narvavattenfallen i östra och västra grenen. Den estnisk-ryska gränsen går längs med den östra grenen.
Redan på 1300-talet var ett sågverk i bruk i Kreenholm. År 1538 byggde Livländska orden en vattenkvarn vid floden. År 1823 öppnades en klädfabrik driven av en lokal köpman, Paul Momma, vid högra stranden av floden. År 1856 köpte Ludwig Knoop hela ön och grundade textilfabriken Kreenholmi Manufaktuur. 